# Ribeira Grande (Cap Verd)
Ribeira Grande, és un dels tres concelhos en què està dividida administrativament l'illa de Santo Antão, a Cap Verd. Situat a l'extrem nord de l'illa, té una grandària reduïda (167 km²), encara que una població propera als 19.000 habitants. La seva capital és Ponta do Sol, ciutat turística i dotada amb un petit port pesquer.
La festa del municipi és el 17 de gener, commemorant la data suposada del descobriment de l'illa. Coincideix amb el dia de Sant Antoni, patró de l'illa, en el santoral catòlic.

## Geografia física

### Localització
El municipi està situat en el nord de l'illa de Santo Antão, i limita pel sud amb el municipi de Porto Novo, a l'est amb el de Paul, i amb l'oceà Atlàntic al nord i a l'oest.

### Hidrografia
Nombroses riberes amb profundes valls solquen el municipi, sent les més importants la Ribeira Grande, Ribeira da Torre i Ribeira da Garça. En aquesta última vall es troba l'embassament de Canto Cagarra, que va ser inaugurat el 16 de novembre de 2014, i l'embassament té una altura de 30 metres i una capacitat de 418 mil metres cúbics.

## Demografia
La població del municipi ha evolucionat segons la següent taula:
| Gràfica d'evolució demogràfica de Ribeira Grande entre 1940 i 2010                                                    |
| |
| Evolució de la població (1940-2000) segons els censos de població de l'INE. Població segons el cens de 2010 de l'INE. |

## Economia
La seva economia es basa en la pesca i l'agricultura, amb un percentatge molt alt de població rural. En les últimes dècades s'ha desenvolupat un cert sector serveis, centrat en la localitat de Ribeira Grande, i un creixent turisme, que té el seu punt més desenvolupat en Ponta do Sol.

## Organització territorial
El municipi està dividit en quatre freguesias o parròquies, Nossa Senhora do Rosário, Nossa Senhora do Livramento, Santo Crucifixo i São Pedro Apóstolo. Les principals localidats són Ribeira Grande (2.564 hab.), Ponta do Sol (2.143 hab.), Chã de Pedras (1.266 hab.), Garça de Cima (1.138 hab.), Coculi (901 hab.), Corda (833 hab.), Pinhão (751 hab.), Figueiral (736 hab.), Lugar de Guene (717 hab.), Lugar Domingas Benta (693 hab.), Caibros (685 hab.), Cha de Igreja (672 hab.), Sinagoga (603 hab.), João Afonso (603 hab.) i Boca de Coruja (504.).

## Agermanaments
- Torres Novas
- Ponta do Sol

## Política
Des de 2008, el municipi de Ribeira Grande està governat pel partit "Moviment per la Democràcia" amb 11 diputats a l'Assemblea i 7 a la cambra. Fins a 2008 hi governava el partit municipalista Grupo Democrática Ribeira Grande (GDRG).

### Assemblea municipal
|                            | 2004 % | 2004 escons | 2008 % | 2008 escons | 2012 % | 2012 escons |
| -------------------------- | ------ | ----------- | ------ | ----------- | ------ | ----------- |
| Moviment per la Democràcia | -      | -           | 64     | -           | 58.9   | 11          |
| PAICV                      | 25.67  | 4           | 29.7   | -           | 30.9   | 5           |
| GDRG                       | 74.33  | 13          | -      | -           | -      | -           |
| UCID                       | -      | -           | -      | -           | 5.6    | 1           |

### Municipalitat
|                            | 2004 % | 2004 seats | 2008 % | 2008 escons | 2012 % | 2012 escons |
| -------------------------- | ------ | ---------- | ------ | ----------- | ------ | ----------- |
| Moviment per la Democràcia | -      | -          | 67.2   | 7           | 60.4   | 7           |
| PAICV                      | 22.55  | 0          | 28.2   | 0           | 29.6   | 0           |
| GDRG                       | 77.45  | 7          | -      | -           | -      | -           |
| UCID                       | -      | -          | -      | -           | 5.0    | 0           |

## Personatges il·lustres
- Gabriel Mariano, assagista, novel·lista i poeta
- Manuel de Novas, poeta